# Paulinenaue
Paulinenaue es un municipio situado en el distrito de Havelland, en el estado federado de Brandeburgo (Alemania), a una altitud de 30 metros. Su población a finales de 2016 era de 1200 habs. y su densidad poblacional, 40 hab/km².